# Ciegos de siglos
Ciegos de Siglos es el octavo álbum de estudio del grupo argentino Vox Dei, editado en 1976. 
Al igual que Estamos en la pecera, este disco posee un sonido particular en comparación a los que la banda grabó entre 1970 y 1974. También es la única grabación realizada con Enrique "Avellaneda" Díaz y Raúl Fernández. Este es el último disco del grupo realizado para Columbia Records, dado que en 1977 caducó el contrato que mantenían con dicho sello.

## Grabación y contenido
Tras la partida de Carlos Michelini a España, la banda contrata dos nuevos integrantes: el bajista Enrique Díaz,  y Raúl Fernández, también de La Máquina. La grabación del nuevo disco comenzó a mediados de 1976, con Díaz y Fernández como guitarristas. Tras la salida del álbum, varias revistas locales de música criticaron de forma negativa el sonido actual de la banda, dándole malas reseñas. Durante los siguientes años solamente "Extraña visita", "Ciegos de siglos" y
ocasionalmente "Pateando calle abajo", serían parte del repertorio en vivo de Vox Dei.
En diciembre de 2016 se reedita por primera vez en CD en una coproducción La Rompe Records y Sony Music

## Canciones
- Todas las canciones fueron escritas por Willy Quiroga y Raúl Fernández, excepto las indicadas.

1. "La ceremonia es total" - 3:18
2. "Dejame creer que todo nace hoy" (Willy Quiroga) - 4:14
3. "Pateando calle abajo" - 4:34
4. "Espontáneo y simple como un blues" (Raúl Fernández, Enrique "Avellaneda" Díaz) - 5:42
5. "Extraña visita" (Basoalto) - 2:27
6. "Reflexión de dos por miles a medianoche" - 5:33
7. "Solo hoy te pertenece, mañana es ilusión" (Quiroga, Fernández, Basoalto) - 5:50
8. "Ciegos de siglos" (Willy Quiroga) - 2:52

## Personal
Vox Dei
- Willy Quiroga - Bajo y voz.
- Rubén Basoalto - Batería y coros.
- Raúl Fernández - Guitarra líder y coros.
- Enrique "Avellaneda" Díaz - Guitarra rítmica y voz.

Colaboradores
- Guillermo Lechner - Saxofón en "Reflexión de dos por miles a medianoche".
- Oscar Álvarez y Willy Quiroga - Portada y Diseño de carpeta.